# Воробьи (Марий Эл)
Воробьи — деревня в Оршанском районе Республики Марий Эл России. Входит в состав Марковского сельского поселения.

## География
Деревня находится в северной части республики, в зоне хвойно-широколиственных лесов, в пределах Оршанско-Кокшайской равнины, на левом берегу реки Пижанки, при автодороге Р176, на расстоянии примерно 3 километров (по прямой) к северо-западу от Оршанки, административного центра района. Абсолютная высота — 112 метров над уровнем моря.

### Климат
Климат характеризуется как умеренно континентальный, влажный. Среднегодовая температура воздуха — 2,3 °С. Средняя температура воздуха самого тёплого месяца (июля) — 18,2 °C (абсолютный максимум — 38 °C); самого холодного (января) — −13,7 °C (абсолютный минимум — −47 °C). Безморозный период длится с середины мая до середины сентября. Среднегодовое количество атмосферных осадков составляет 491 мм, из которых около 352 мм выпадает в период с апреля по октябрь.

## История
Основана в 1747 году. В 1866 году здесь была отмечена 1 крестьянская семья, проживали 12 человек. В 1891 году в починке Воробьев значилось 5 дворов и 29 жителей, в 1923 году в 7 дворах проживали 38 человек, в 1926 году насчитывалось 9 дворов, 49 человек. С 1935 года деревня стала называться Воробьево. В 1938 году в деревне насчитывалось 106 человек. В 2002 году было 8 жилых домов и 17 дачных. В советское время работали колхозы "Восход", "Смена", "Заветы Ленина".

### Часовой пояс
Деревня Воробьи, как и вся Марий Эл, находится в часовой зоне МСК (московское время). Смещение применяемого времени относительно UTC составляет +3:00.

## Население
| 2010 |
| ---- |
| 13   |

### Национальный состав
Согласно результатам переписи 2002 года, в национальной структуре населения русские составляли 83 % из 18 чел.